# Ніколоз Малі
Ніколоз Малі (груз. ნიკოლოზ მალი;, нар. 27 січня 1999, Тбілісі, Грузія) — грузинський футболіст, фланговий захисник столичного «Динамо» та національної збірної Грузії.

## Ігрова кар'єра

### Клубна
Ніколоз Малі є вихованцем столичного клубу «Сабуртало», у складі якого починав свої виступи ще у Першій лізі. З 2019 року Ніколоз є постійним гравцем основи команди. У складі «Сабуртало» Малі вигравав Кубок Грузії та ставав чемпіоном країни. Також брав участь у кваліфікаційних матчах Ліги чемпіонів та Ліги Європи.
Перед початком сезону 2022 року, в лютому, Ніколоз Малі перейшов до тбіліського «Динамо».

### Збірна
8 вересня 2020 року у матчі Ліги націй проти Північної Македонії Ніколоз Малі дебютував у складі національної збірної Грузії.

## Титули
Сабуртало
 Чемпіон Грузії: 2018
 Переможець Кубка Грузії: 2019, 2021
 Переможець Суперкубка Грузії: 2020
Динамо (Тбілісі)
 Чемпіон Грузії: 2022
 Переможець Суперкубка Грузії: 2023